# Ancistrachne uncinulata
Ancistrachne uncinulata là một loài thực vật có hoa trong họ Hòa thảo. Loài này được (R.Br.) S.T.Blake mô tả khoa học đầu tiên năm 1941.